# Большой сальник
Большой сальник (лат. omentum majus) — продолжение желудочно-ободочной связки, свободно свисающее в брюшной полости в виде «фартука» до уровня верхней апертуры малого таза.
Листки висцеральной брюшины желудка по большой кривизне образуют lig. gastrocolicum, продолжаются вниз в виде большого сальника. На уровне входа в малый таз два образующих его листка возвращаются, направляясь кверху позади нисходящих двух листков, срастаясь с ними. Возвратные листки прирастают к tenia omentalis поперечной ободочной кишки и соединяются с её брыжейкой. Далее возвратные листки брюшины тянутся к переднему краю поджелудочной железы, где расходятся, верхний листок образует заднюю стенку сальниковой сумки.